# 종교와 인생
종교와 인생은 KBS 한민족방송에서 2000년 5월 1일부터 2018년 5월 27일까지 방송했던 종교 관련 프로그램이다.
진행자는 김애숙이며, 방송시간은 매일 새벽 2시 20분부터 새벽 3시까지이다.

## 역대 타KBS라디오 채널 본방송 시간
※ 방송 기간 중 KBS 한민족방송 생방송과 더불어서 2001년 10월 15일부터 2002년 10월 20일까지 KBS 1라디오와 KBS 3라디오에서 동시 본방송을, 2007년 4월 16일부터 2017년 7월 30일까지 KBS 3라디오에서만 단독 본방송을 하기도 했다.
| 방송 채널               | 방송 기간                           | 방송 시간                  | 비고               |
| ----------------------- | ----------------------------------- | -------------------------- | ------------------ |
| KBS 1라디오 KBS 3라디오 | 2001년 10월 15일 ~ 2002년 10월 20일 | 매일 새벽 2:15 ~ 새벽 2:40 | 1R, 3R 동시 본방송 |
| KBS 3라디오             | 2007년 4월 16일 ~ 2011년 11월 6일   | 매일 밤 11:00 ~ 밤 11:30   | 3R 단독 본방송     |
| KBS 3라디오             | 2011년 11월 7일 ~ 2013년 10월 27일  | 매일 밤 12:00 ~ 밤 12:30   | 3R 단독 본방송     |
| KBS 3라디오             | 2013년 10월 28일 ~ 2014년 4월 6일   | 매일 밤 11:20 ~ 밤 12:00   | 3R 단독 본방송     |
| KBS 3라디오             | 2014년 4월 7일 ~ 2017년 7월 30일    | 매일 새벽 2:20 ~ 새벽 3:00 | 3R 단독 본방송     |